# Nawrotów
Nawrotów – kolonia w Polsce położona w województwie łódzkim, w powiecie wieruszowskim, w gminie Wieruszów.
W latach 1975–1998 miejscowość administracyjnie należała do województwa kaliskiego.